# Win32.Parite
Win32.Parite је паразитски вирус који заражава фајлове са екстензијама .exe и .scr на рачурарима који раде под оперативним системом Microsoft Windows.
Сам вирус се може наћи у три верзије, A, B и C. Прве две верзије се разликују само у садржају вредности којом се инстанцирају у регистру Windows-а, док трећа верзија има побољшан систем скривања своје инстанце.

## Друга имена
Овај вирус је такође познат као W32/Pate, W32/Pinfi и PE_PARITE. Верзија вируса се означава додавањем црте или тачке пре слова ознаке, на пример Win32.Parite.C.

## Дејство
Након што је на неком рачунару вирус по први пут покренут, инстанцира вредност PINF у кључу HKEY_CURRENT_USER\Software\Microsoft\Windows\CurrentVersion\Explorer (верзије A и B) у регистру Windows-а, копира своје тело у директоријум windows\temp. Овим осигурава да ће увек бити покренут заједно са системом и остати у његовој сенци.
Једном овако инсталиран вирус заражава све .exe и .scr фајлове који су били и који ће бити покренути зе време његовог дејства. Ово резултује јако брзим ширењем вируса. „Срећни“ су само они фајлови који од стране система бивају закључани пре него што се вирус учита у меморију, што аутоматски спречава било какву инфекцију. Но таквих фајлова има јако мало или их уопште нема, зависно од инсталације до инсталације.

## Опис
Вирус чине два дела. Први је мало језгро написано у асемблеру које се брине о ширењу тела вируса, а други је тело вируса написано у борландовом C++, које је од заражавања рачунара смештено у директоријуму windows\temp.
Укупно повећање величине заражених фајлова је око 200 килобајта. Осим овога, могућ је потпун или делимичан и губитак функционалности програма.